# Euclystis pestilens
Euclystis pestilens är en fjärilsart som beskrevs av Paul Dognin 1914. Euclystis pestilens ingår i släktet Euclystis och familjen nattflyn. Inga underarter finns listade i Catalogue of Life.